# Wipro Infrastructure Engineering
Wipro Infrastructure Engineering Râmnicu Vâlcea (fost Hervil) este o companie producătoare de echipamente hidraulice. Compania produce cilindri hidraulici, cilindri pneumatici, echipamente pentru ungere, acumulatoare pneumo-hidraulice, elemente de reglare hidraulice și electro-hidraulice și filtre de ulei. Compania a fost înființată în 1981 iar în 1987 au fost atinși toți parametrii de producție. În 1989 60% din cantitatea produsă era exportată. În anul 2001 80% din produse erau exportate în țări precum Italia, Germania, SUA, Israel, Anglia, Canada, Austria și Iran.
În anul 2013 compania Hervil a fost preluată de compania indiană Wipro Technologies, schimându-și numele în Wipro Infrastructure Engineering.
Cifra de afaceri:
- 2009: 11,9 milioane lei[2]
- 2010: 16,74 milioane lei[3]
- 2011: 21,76 milioane lei[4]

Profit
- 2010: 455.000 lei[4]
- 2011: 190.000 lei[4]

Număr de angajați:
- 1989: 2.800[5]
- 2008: 231
- 2009: 170[2]
- 2010: 170[3]

#### Alte informați financiare[6]
| Ani  | Venituri | Cheltuieli | Profit   | Inventar | Rezerve | Creanțe  | Datorii  | Banca și numerar | Angajați |
| ---- | -------- | ---------- | -------- | -------- | ------- | -------- | -------- | ---------------- | -------- |
| 2021 | 63945935 | 65930211   | -2008582 | 26464861 | 2568688 | 7607106  | 41867452 | 9432687          | 162      |
| 2020 | 53176147 | 59221372   | -6155921 | 25557464 | 1402240 | 6060963  | 39099986 | 8658389          | 220      |
| 2019 | 68018959 | 75431063   | -7640552 | 38834702 | 956241  | 9195558  | 59123569 | 3660883          | 235      |
| 2018 | 56874028 | 63208312   | -6690233 | 44699571 | 593594  | 17019970 | 63565767 | 1982561          | 236      |
| 2017 | 36620010 | 39840297   | -3703736 | 20815860 | 127244  | 6198158  | 17681566 | 47557            | 195      |
| 2016 | 29999612 | 30785514   | -1396852 | 14125668 | 0       | 3431766  | 19421346 | 914682           | 178      |